# ویسایای غربی
وسترن ویسایاز (به لاتین: Western Visayas) یک منطقهٔ مسکونی در فیلیپین است که در ویسایا واقع شده‌است.